# Larry Page (chanteur)
Pour les articles homonymes, voir Larry Page et Page.
Larry Page, nom de scène de Leonard Davies, né en 1938 à Hayes (Middlesex) et mort le 18 avril 2024 à Avoca Beach (Nouvelles-Galles du Sud), est un chanteur de musique pop britannique et producteur de disques de la fin des années 1950 jusqu'au début des années 1970.

## Biographie
Leonard Davies est né  à Hayes (Middlesex). Après avoir changé son nom en Larry Page en honneur de Larry Parks, l'acteur du film Le Roman d'Al Jolson (The Jolson Story), il commence une carrière de chanteur. Il se produit au Royaume Uni avec Cliff Richard, notamment au Royal Albert Hall devant un large public. Il se produit également à la télévision dans des émissions telles que Six-Five Special ou Thank Your Lucky Stars. Par la suite il devient manager et producteur de disques, principalement pour The Kinks et The Troggs. Il produit des succès tels que Wild Thing. Le  Larry Page Orchestra accompagne notamment Jimmy Page (ultérieurement membre de Led Zeppelin). Il produit le titre Beautiful Sunday de Daniel Boone, et en 1972 il produit la chanson Blue is the Colour pour le club de Chelsea FC.
Depuis les années 2000, il s'est installé en Australie.

## Discographie
- 1957 : Larry Page With Tony Osborne Orch* – Please Don't Blame Me, Columbia
- 1958 : Larry Page With Geoff Love And His Orchestra* And The Rita Williams Singers – Under Control, Columbia
- 1959 : Larry Page Accompanied By The Saga Satellites – Big Blon' Baby
- 1959 : Larry Page Accompanied By The Saga Satellites – How'm I Doing, Hey, Hey
- 1960 : Sings His Personal Choice
- 1968 : I Let Her Get Lonely / Somebody Knows
- 1982 : Larry Page & City Sound Orchestra – Night Sky, Victor